# 広島通り
広島通り （ひろしまどおり、独:Hiroshimastraße）はドイツのベルリン市中央区ティーアガルテンの道。広島県広島市に因んで命名された。

## 概要
広島通りは1862年にホーエンツォレルン通り（Hohenzollernstrasse）として作られ、1933年にグラフ・シュペー通り（Graf-Spee-Straße）に改称された。アドミラル・グラーフ・シュペー提督にちなんだこの献辞は、近くにある帝国海兵隊の建物とつながっていた。
1990年11月1日、地区議会の決定を受けて、1945年8月6日に原爆が投下された都市である広島の名前が付けられた。これは、かつて「マクシミリアン・フォン・シュペーを記念した通り」という軍人から命名された名前を変えるためであり、かつ史上初の原爆がベルリンに落とされた可能性があったことから、広島市への連帯感を表すためであった。なお近隣には広島橋もある。

## 沿道の施設
- 日本大使館
- 在独イタリア大使館
- 在独アラブ首長国連邦大使館
- ノルトライン=ヴェストファーレン州代表庁舎
- ブレーメン州代表庁舎
- フリードリヒ・エーベルト財団

## その他の広島通り
イタリアにも同名に訳されるVia Hiroshima（ヴィア・イロ（－）シマ）がいくつかある。
- ロンバルディア州ミラノ県レニャーノ、北緯45度34分51秒 東経8度54分43秒 / 北緯45.580803度 東経8.911862度
- ロンバルディア州ブレシア県カディニャーノ、北緯45度21分47秒 東経10度03分28秒 / 北緯45.363037度 東経10.057695度
- エミリア＝ロマーニャ州パルマ県パルマ、北緯44度47分19秒 東経10度20分52秒 / 北緯44.788734度 東経10.347704度
- エミリア＝ロマーニャ州レッジョ・エミリア県レッジョ・エミリア、北緯44度42分53秒 東経10度36分39秒 / 北緯44.714590度 東経10.610789度